# Baron Phillimore

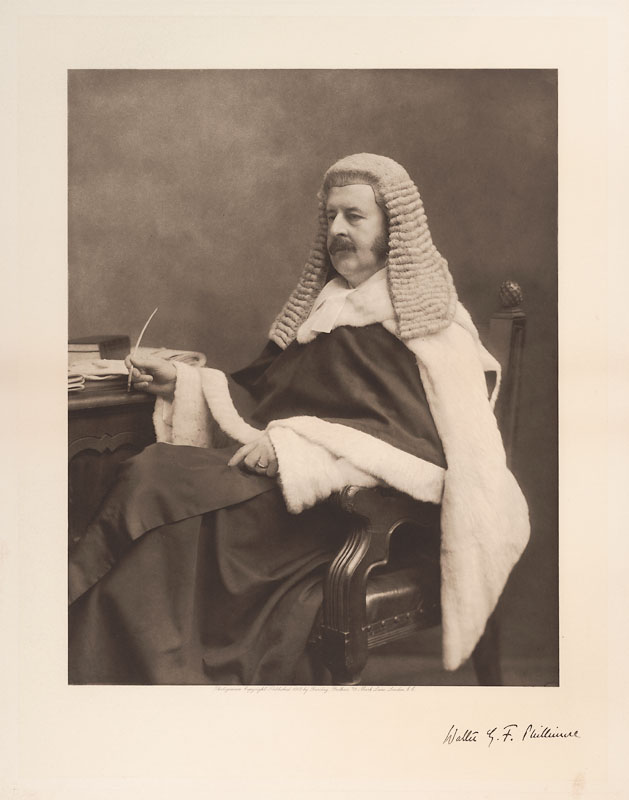
Walter Phillimore, 1. Baron Phillimore

Baron Phillimore, of Shiplake in the County of Oxford, ist ein erblicher britischer Adelstitel in der Peerage of the United Kingdom.
Heutiger Familiensitz der Barone ist Coppid Hall in Shiplake bei Henley-on-Thames in Oxfordshire, früher besaßen sie auch das Phillimore Estate in Kensington.

## Verleihung
Der Titel wurde am 2. Juli 1918 für den ehemaligen Richter am High Court of Justice und Lord Justice of Appeal Juristen Sir Walter Phillimore, 2. Baronet, geschaffen. Er hatte bereits 1885 von seinem Vater den Titel Baronet, of The Coppice in the parish of Shiplake in the County of Oxford, geerbt, der diesem am 28. Dezember 1881 in der Baronetage of the United Kingdom verliehen worden war.
Heutiger Titelinhaber ist seit 2025 sein Ur-ur-urenkel Tristan Phillimore als 6. Baron.

## Liste der Barone Phillimore (1918)
- Walter Phillimore, 1. Baron Phillimore (1845–1929)
- Godfrey Phillimore, 2. Baron Phillimore (1879–1947)
- Robert Phillimore, 3. Baron Phillimore (1939–1990)
- Claud Phillimore, 4. Baron Phillimore (1911–1994)
- Francis Phillimore, 5. Baron Phillimore (1944–2025)
- Tristan Phillimore, 6. Baron Phillimore (* 1977)

Mutmaßlicher Titelerbe (Heir Presumptive) ist der Bruder des aktuellen Titelinhabers, Hon. Julian Phillimore (* 1981).